# Element (mensajería instantánea)
Element, anteriormente conocido como Riot.im, es un cliente de mensajería instantánea de código abierto basado en el protocolo Matrix. Element es software libre y está distribuido bajo la licencia Apache 2. Utiliza un protocolo federado, lo que permite al usuario elegir un servidor para registrar una cuenta y conectarse. Adicionalmente, Element soporta cifrado de extremo a extremo, grupos, canales y compartición de archivos entre usuarios. Está disponible como aplicación web, como aplicaciones de escritorio para todos los principales sistemas operativos y como aplicación móvil para Android e iOS. El desarrollo de la aplicación se realiza principalmente por la empresa New Vector Limited, que también participa en el desarrollo del protocolo Matrix.

## Historia
Element fue originalmente llamado Vector, cuando fue lanzado fuera de beta en julio de 2016. La aplicación fue rebautizada como Riot.im en septiembre del mismo año. En noviembre, la primera implementación de cifrado de extremo a extremo de Matrix fue implementada y lanzada como beta para los usuarios.
En julio de 2020 se cambió de nuevo el nombre por Element, para tener un nombre sencillo de recordar y unificar la nomenclatura entre los diversos productos de la compañía.

## Características
Element es conocido por su capacidad de unir otras comunicaciones en la aplicación a través de los llamados bridges del protocolo Matrix, por ejemplo, comunicaciones de IRC, Slack, Telegram y otros protocolos y aplicaciones. También integra la voz y el vídeo entre pares y chats de grupo a través de WebRTC. Debido a que cada persona puede alojar su servidor de chat privado, Element es a menudo recomendado por los defensores de privacidad.